# Marschfahrt
Als Marschfahrt bezeichnet man bei einem Schiff unter Maschine die Fahrtgeschwindigkeit, bei der das Schiff am ökonomischsten gefahren werden kann, d. h. mit einer gegebenen Treibstoffmenge am weitesten kommt.
Bei immer höheren Geschwindigkeiten nehmen der Wasser- und Luftwiderstand überproportional zu, bei immer niedrigeren Geschwindigkeiten hingegen die Effizienzverluste durch den (weitgehend gleichbleibenden) Eigenbedarf der Maschinerie. Die Marschgeschwindigkeit ist die Geschwindigkeit mit dem besten Verhältnis von verbrauchtem Treibstoff und zurückgelegter Strecke.
Die Marschfahrt ist wegen ihrer Abhängigkeit von Schiffsform und -größe und der Art des Antriebs bei jedem Schiff anders. Auch der von der aktuellen Beladung abhängige Tiefgang spielt eine Rolle, genauso wie die jeweiligen Wind- und Strömungsverhältnisse – wenn ein Schiff bei starker Gegenströmung und heftigem Gegenwind bei „normaler“ Marschfahrt kaum Fahrt über Grund macht, muss die Geschwindigkeit erhöht werden, da sonst ein zu hoher Prozentsatz des verbrauchten Treibstoffs nur zur Überwindung der Strömung benötigt wird.